# Sex Criminals
Sex Criminals est une bande dessinée écrite par Matt Fraction et dessinée par Chip Zdarsky. Elle est publiée en comic books depuis septembre 2013 par Image Comics et en France depuis avril 2015 chez Glénat.

## Synopsis
Suzie, bibliothécaire, et Jon, acteur amateur, découvrent à la suite de leur rencontre lors d'une soirée qu'ils peuvent figer le temps lorsqu'ils jouissent simultanément. Ils décident de profiter de ce pouvoir pour cambrioler la banque où Jon travaille pour gagner sa vie afin de sauver la bibliothèque en difficulté de Suzie.

## Prix et récompenses
- 2014 : Prix Eisner de la meilleure nouvelle série
- 2014 : Prix Harvey de la meilleure nouvelle série